# Прахосмукачка
Прахосмукачката е електрически уред за почистване чрез изсмукване с въздушна струя на дребни отпадъци и прах. Някои прахосмукачки могат да се използват също така и за боядисване, сушене, пръскане на растения и др.
Първоначално прахосмукачките са с огромни размери и служат за почистване на големи помещения, с помощта на тръба, вкарвана откъм улицата.

## Видове прахосмукачки
Съществуват 2 основни вида прахосмукачки:
- мокро-суха прахосмукачка - без помпа. Пригодени са за чистене на килими и подови настилки. Могат да засмукват вода и прах с помощта на специални приспособления. В тях е вградена помпа, която напръсква почистваната повърхност с работен разтвор (препарат).
- екстрактор - с помпа.

Прахосмукачките биват подови, ръчни, четкови и автомобилни. Според пътя на въздуха в тях се подразделят на правотокови и вихрови. Мощността им е от 150 до 2000 W.
Камионите за почистване на улици представляват също мощни прахосмукачки.  За последна дума на техниката се смята прахосмукачката-робот.

## Производители
Електрическата прахосмукачка е изобретена и патентована през 1901 г. от английския инженер Хюбърт Бут (Hubert Cecil Booth, 1871 – 1955).
Известни световни марки прахосмукачки са „Eureka“, „Samsung“, „Zelmer“, „Philips“, „LG“, „Miele“, „Dyson“, „Osaka“, „Parkside“, „Daewoo“.
В България първите прахосмукачки се появяват преди 60-те години на 20 век. Те са предимно производство на предприятия от Съветски съюз и Унгария. Познати марки от това време са „Ракета“, „Тайфун“, „Чайка“, „Уралец“, както и произвежданите в Западна Европа „Electrolux“.